# Ferden
Ferden (gsw. Fäärdan) – miejscowość i gmina (Politische Gemeinde) w południowej Szwajcarii, w kantonie Valais, w okręgu (Bezirk) Westlich Raron. Leży nad rzeką Lonza.

## Demografia
We Ferden mieszka 245 osób. W 2021 roku 4,1% populacji gminy stanowiły osoby urodzone poza Szwajcarią. 

## Transport
Przez teren gminy przebiega droga główna nr 509. 